# Estació de Mollet - Santa Rosa
Mollet - Santa Rosa és una estació de ferrocarril propietat d'Adif situada a la població de Mollet del Vallès, a la comarca del Vallès Oriental. L'estació es troba a la línia Barcelona-Ripoll, per on circulen trens de la línia R3 de Rodalies de Catalunya operats per Renfe Operadora.
Aquesta estació de l'antiga línia de Barcelona a Sant Joan de les Abadesses (actualment el tram Ripoll - Sant Joan és una via verda) va entrar en servei l'any 1886, quan es va obrir un nou ramal per evitar pagar un cànon a MZA per utilitzar la línia de Girona, des de Granollers Centre, per arribar a Barcelona. Aquest nou ramal, de Sant Martí de Provençals a Llerona, finalment només es va construir fins a Montcada i Reixac, on enllaça amb la línia de Manresa.
L'any 2016 va registrar l'entrada de 476.000 passatgers.

## Serveis ferroviaris
| Rodalia de Barcelona      |                                     |                                              |                               |                                      |
| Procedència/Destinació    | <                                   | Línia                                        | >                             | Procedència/Destinació               |
| L'Hospitalet de Llobregat | Santa Perpètua de Mogoda-La Florida |                                              | Parets del Vallès             | Granollers-Canovelles La Garriga Vic |
| L'Hospitalet de Llobregat | Montcada Bifurcació                 | Ripoll / Ribes de Freser / La Tor de Querol¹ | Parets del Vallès             |                                      |
| Projectat                 |                                     |                                              |                               |                                      |
| Mataró                    | Parets del Vallès                   | Línia Orbital                                | Santa Perpètua - Can Folguera | Vilanova i la Geltrú                 |

¹ En aquesta estació paren els regionals cadenciats direcció Ripoll / Ribes de Freser / Puigcerdà / La Tor de Querol.

## Galeria d'imatges

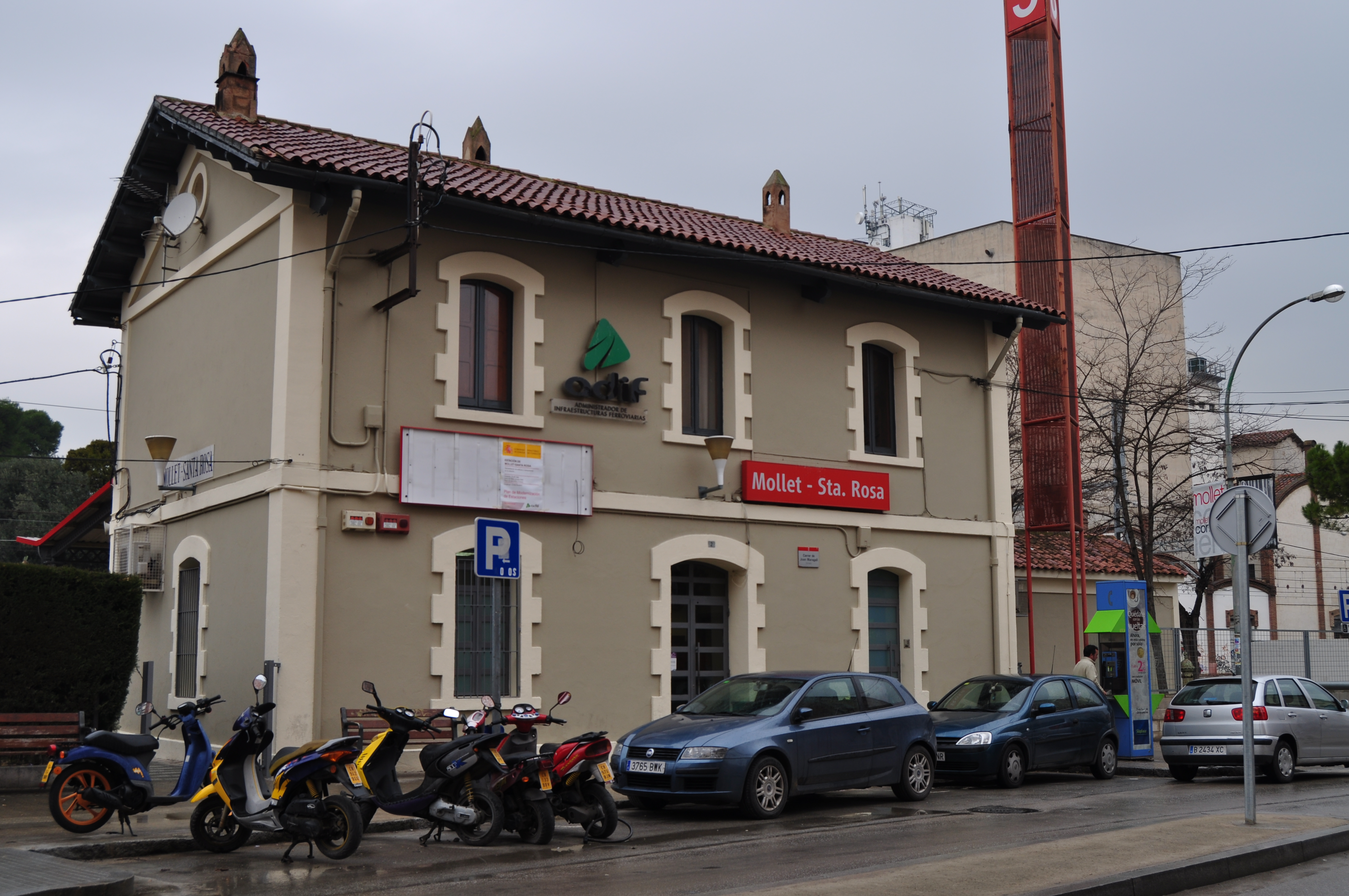
Edifici de viatgers
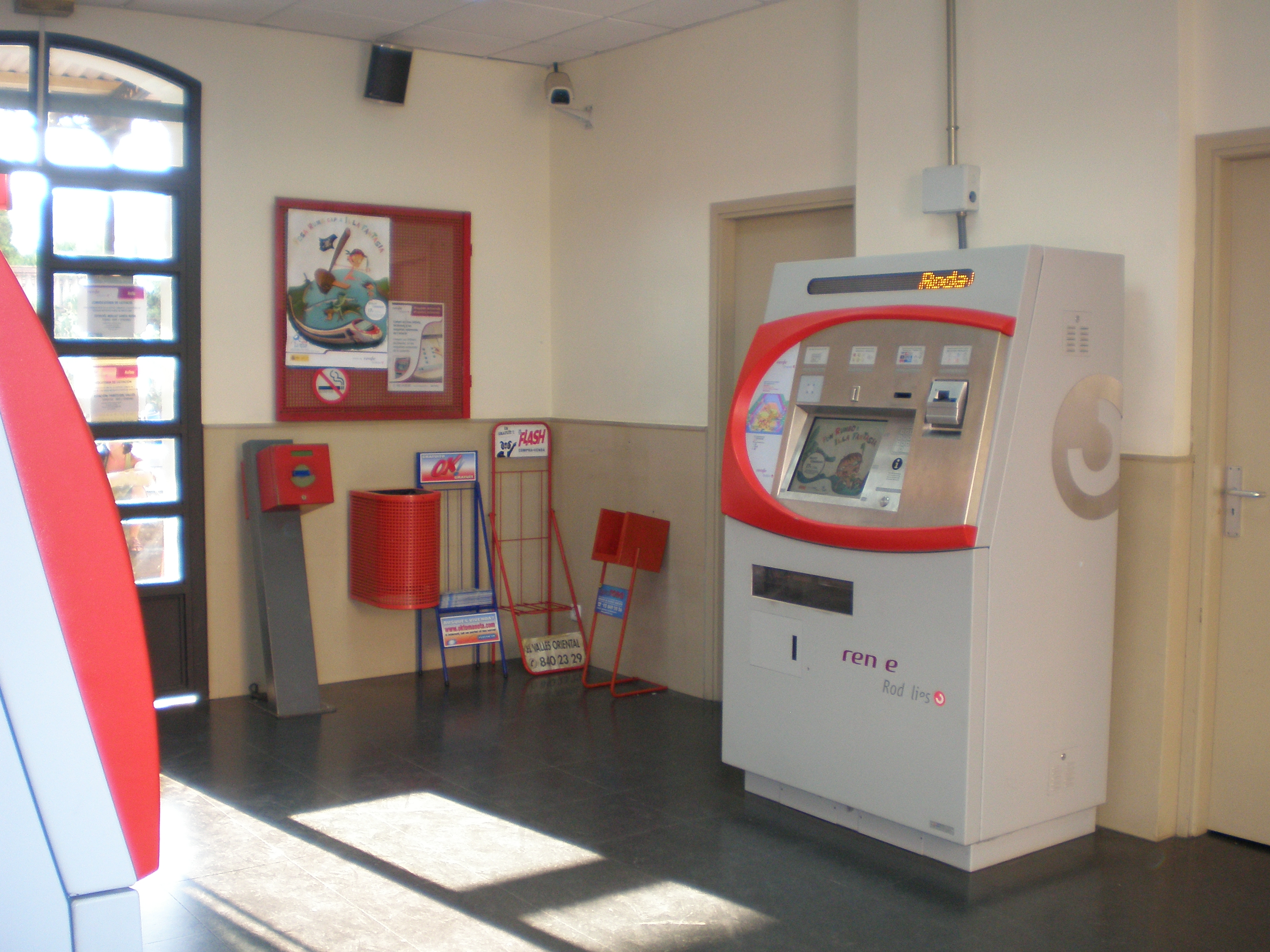
Vestíbul
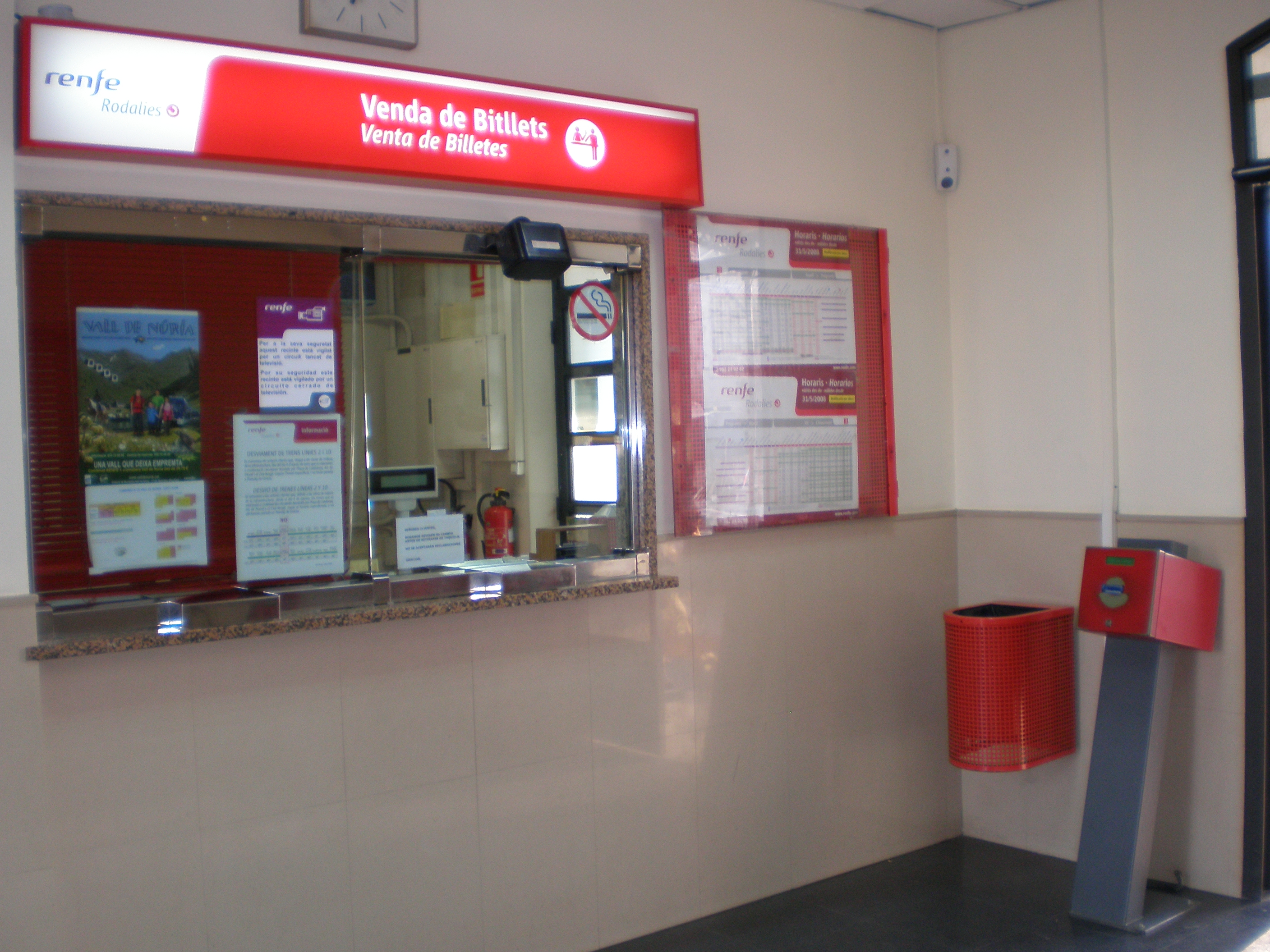
Taquilla
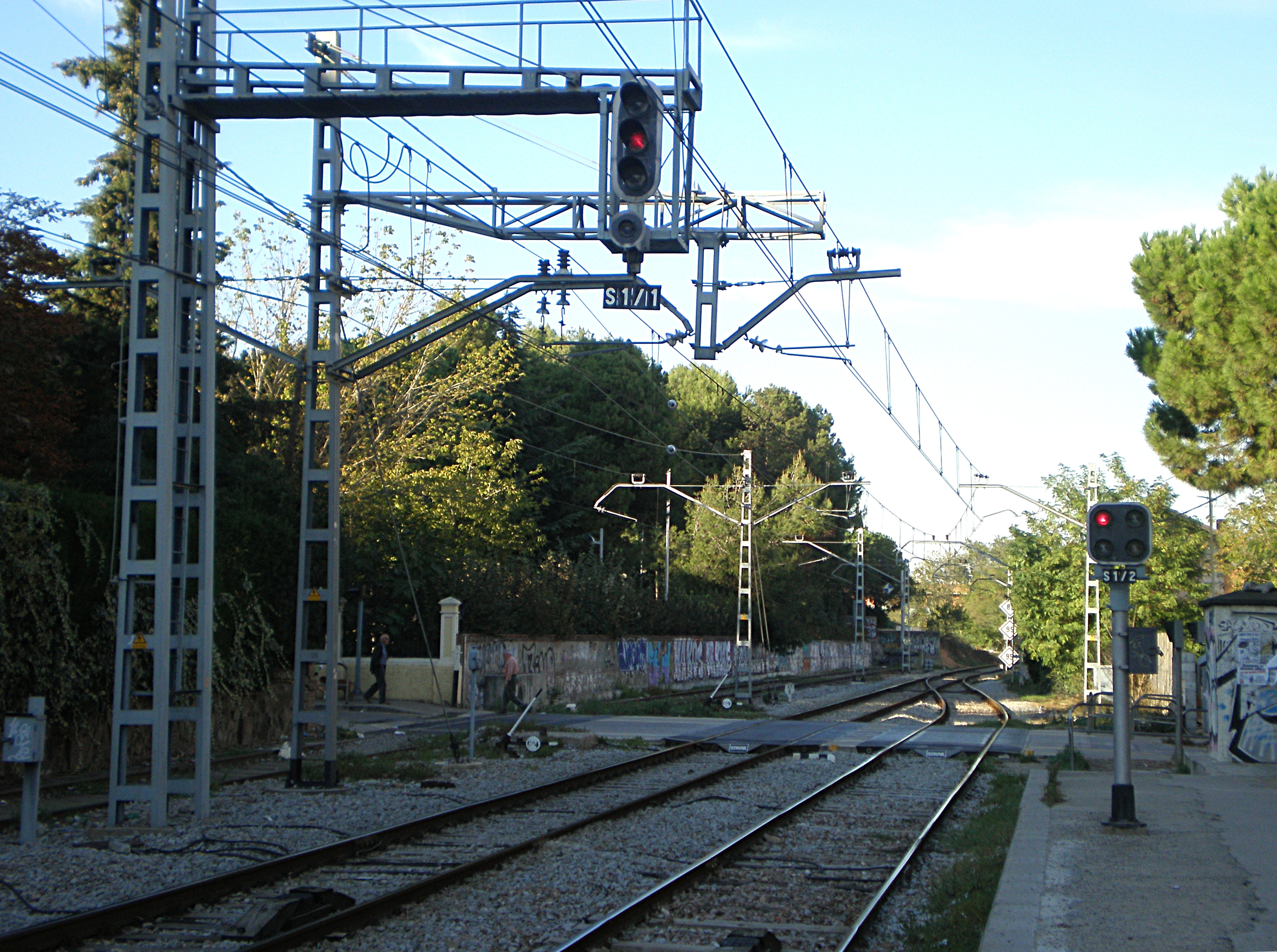
Senyals de sortida direcció Parets
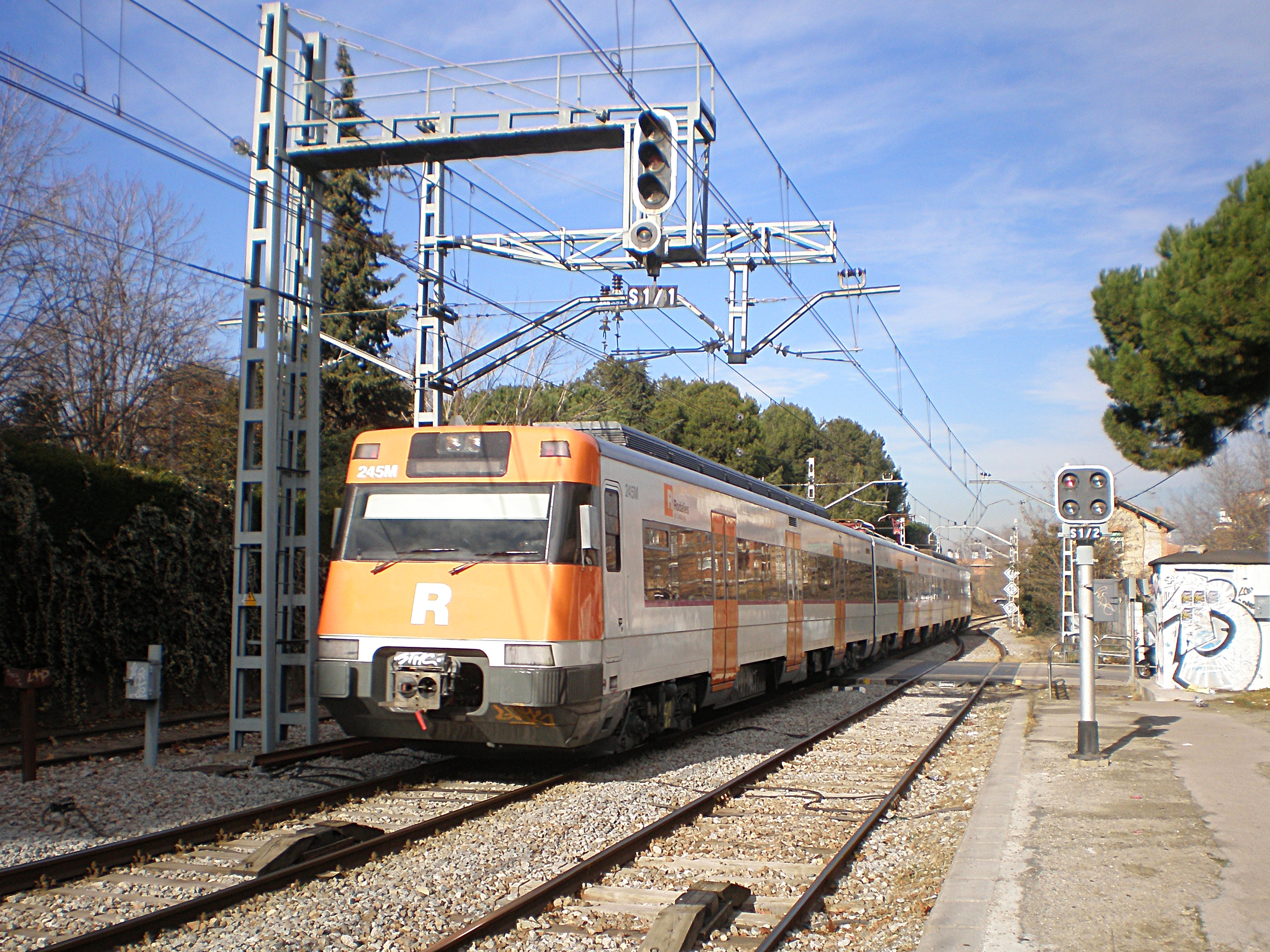
Unitat 447 amb servei R3 L'Hospitalet entra a l'estació